# Ijuw
Ijuw, en nauruan Ijub, est un des quatorze districts de Nauru. Le district d'Ijuw fait partie de la circonscription électorale d'Anabar.

## Géographie

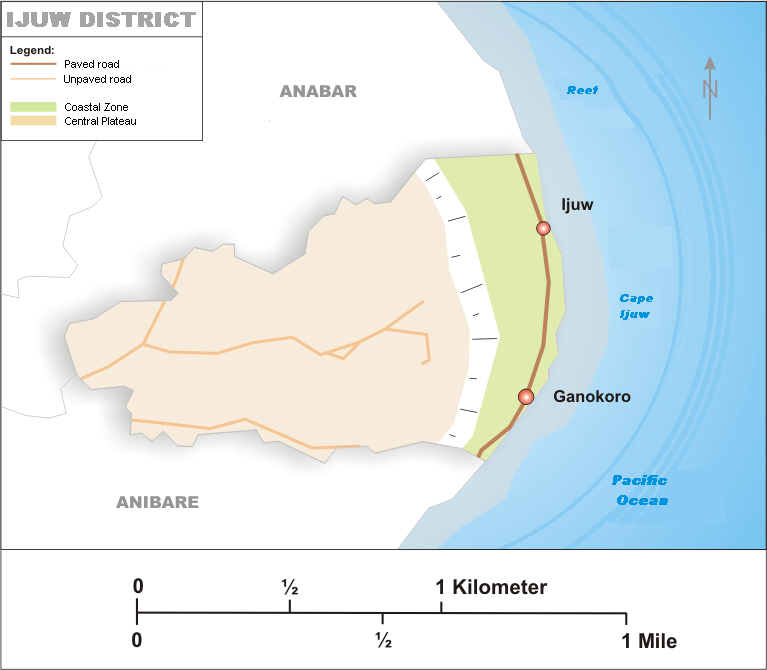
Carte du district d'Ijuw.

Ijuw se trouve dans le Nord-Est de l'île de Nauru. Il est bordé par l'océan Pacifique à l'est et par les districts d'Anabar au nord-ouest et d'Anibare au sud. Le cap Ijuw qui se trouve dans le district constitue la limite Nord de la baie d'Anibare et le point le plus à l'Est de Nauru.
Son altitude moyenne est de 20 mètres (minimale : 0 mètre, maximale : 40 mètres) et sa superficie est de 1,1 km2 (neuvième rang sur quatorze).

## Population
Ijuw est peuplé de 168 habitants (quatorzième et dernier rang) avec une densité de population de 150 hab/km2.
La zone correspondant au district d'Ijuw était composée à l'origine de douze villages : Adwongeo, Anebenok, Aro, Bogemaru, Eatabwerik, Eatamebure, Eatibwer, Etur, Ganokoro, Ibonga, Tieniben et Urigomagom.